# Paseo fluvial río de Palmones

Vista aérea paseo fluvial

El paseo fluvial río de Palmones es un espacio de ocio situado en los metros finales del río Palmones a su paso por la pedanía que le da nombre, en la comarca del Campo de Gibraltar.

## ¿Qué nos podemos encontrar?
En este paseo podemos encontrar una economía consolidada de restauración así como espacios multifuncionales de ocio infantil, deportivo y tiempo libre, como paseo, ciclovías y otras actividades recreativas.

## Valor ecológico
Este espacio tiene un alto valor ecológico al encontrarse el paraje natural de las marismas del río Palmones, lugar de marisma y descanso de aves.
También se puede señalar el equilibrio que existen entre las actividades humanas y resto de medio ambiente que se dan en este lugar de esparcimiento.La localización geográfica de este enclave es idónea para la avifauna, ya que abarca el principal frente de aves migratorias en su viaje intercontinental. La riqueza ornitológica es muy importante, con más de 350 especies censadas, destacando por su abundancia los chorlitejos, los correlimos y las garzas.

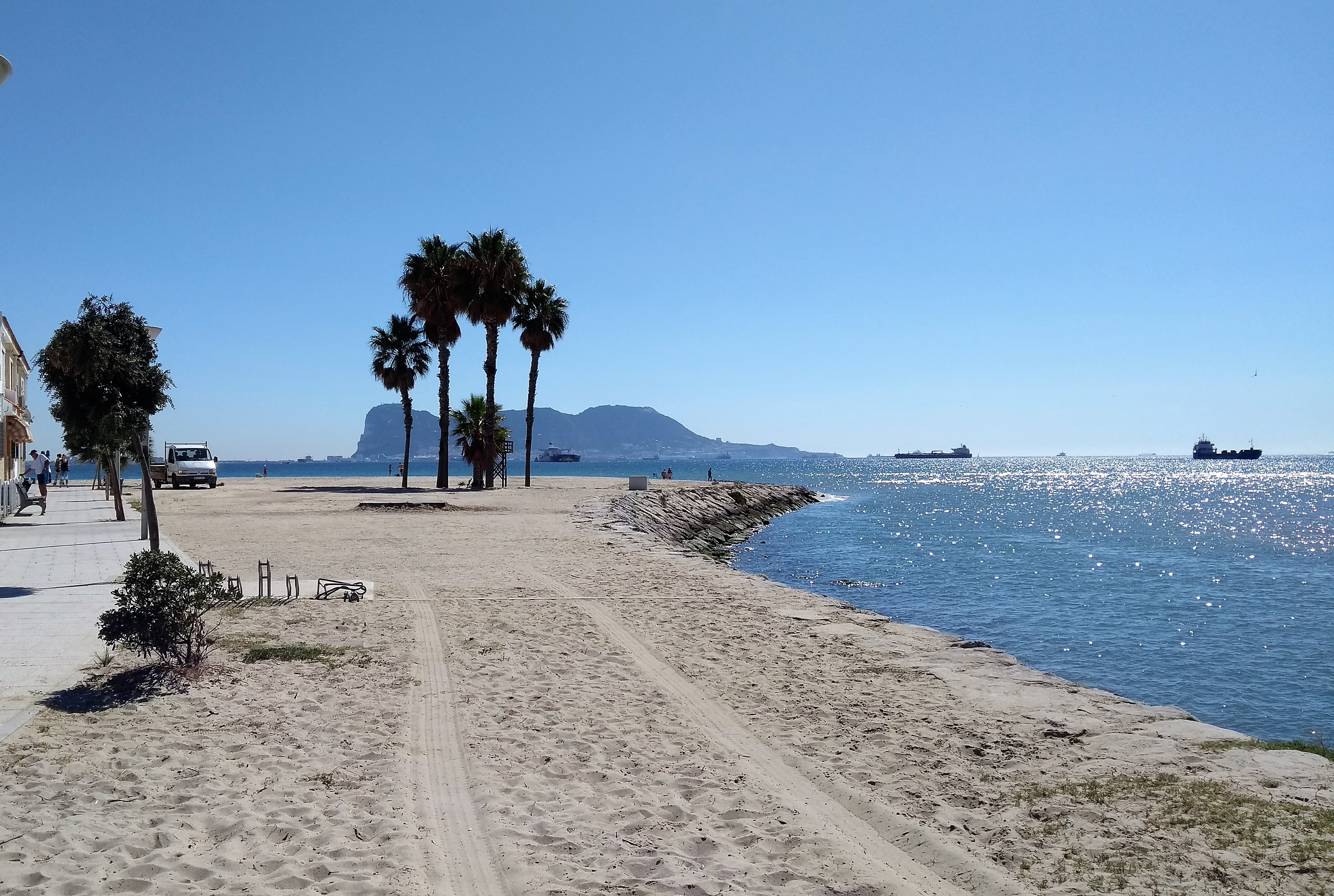
Desembocadura y fin del paseo
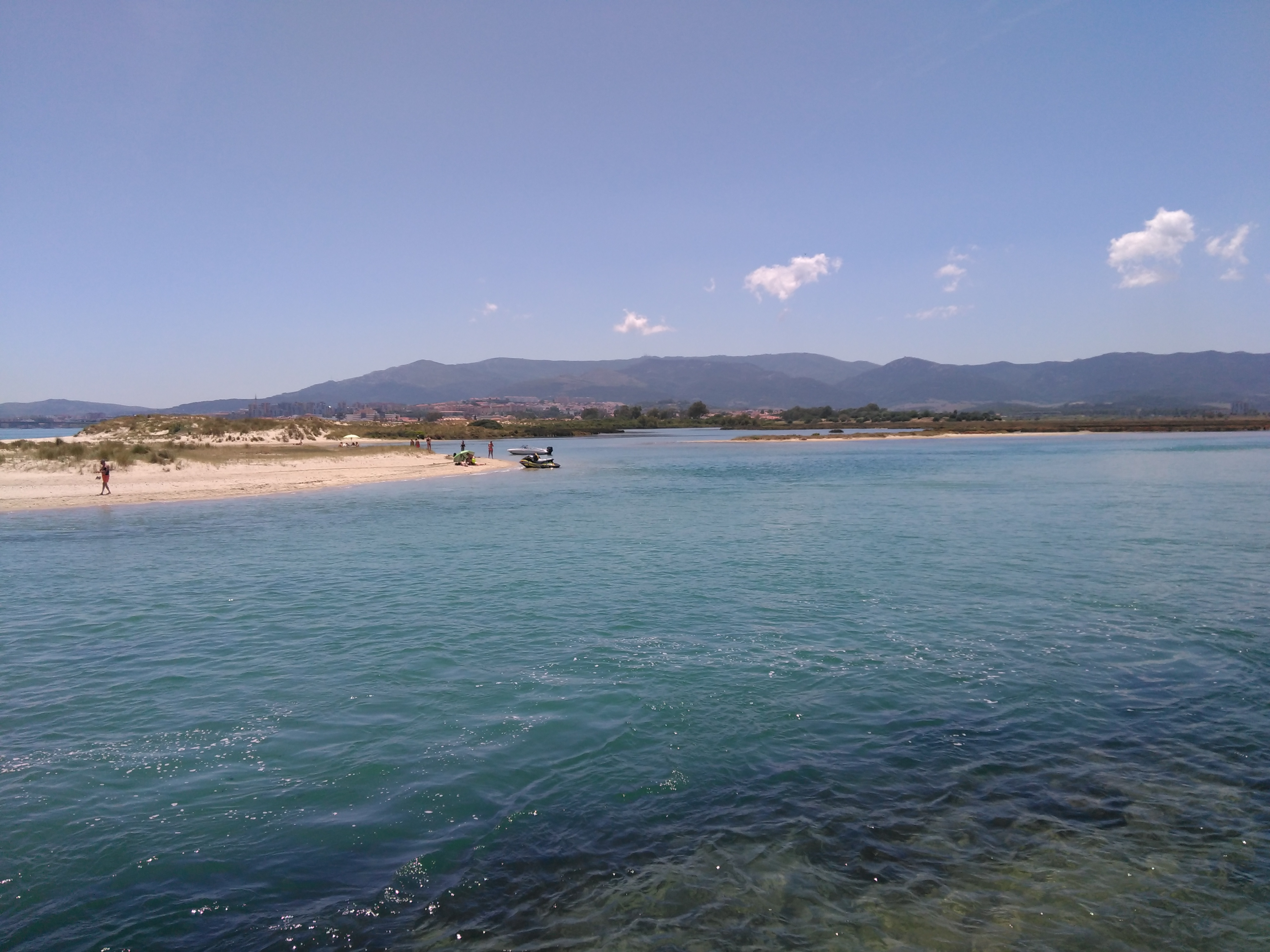
Marismas del río Palmones
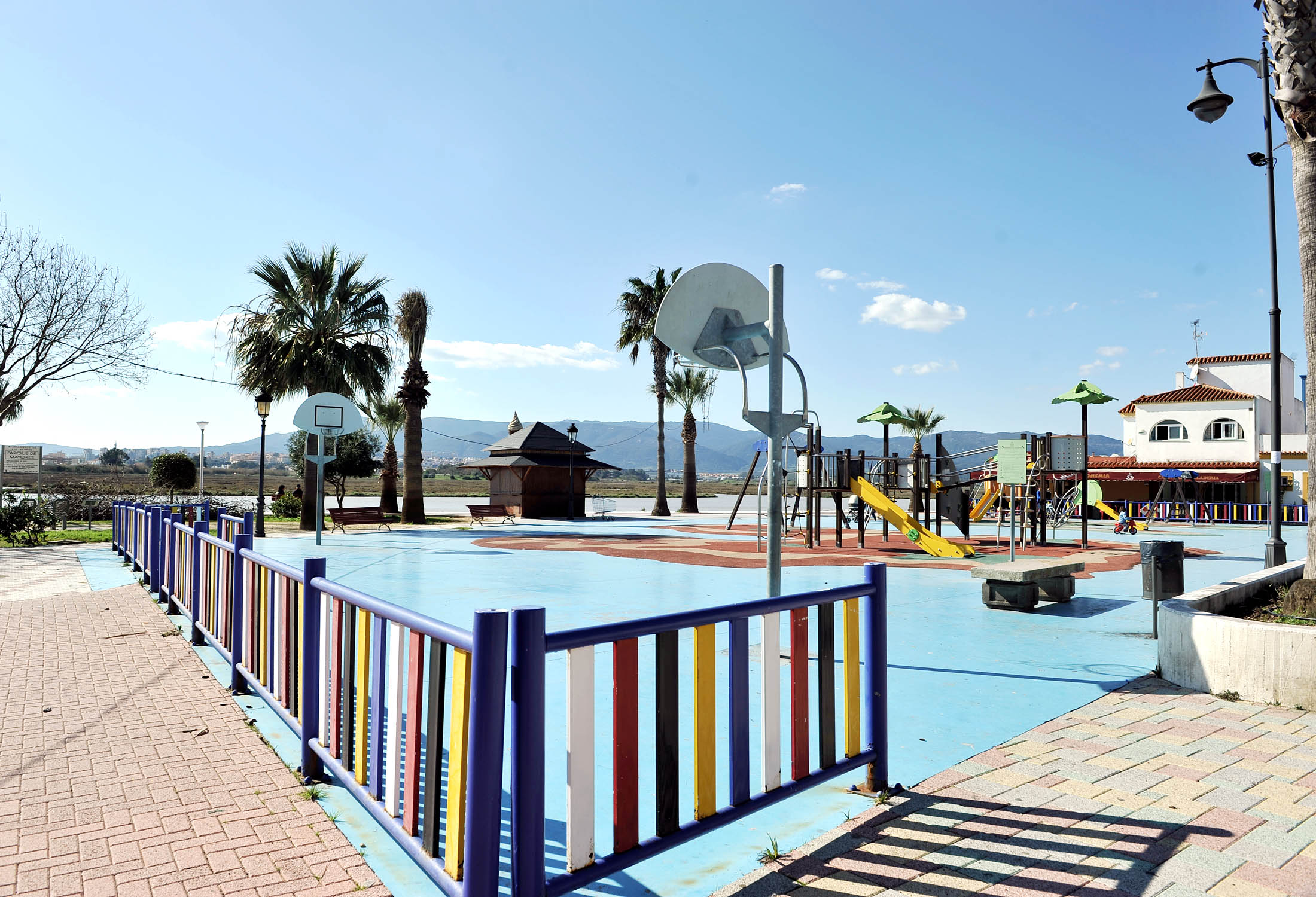
Parque infantil en Palmones